# ベンジン郡
ベンジン郡（Będzin County (ポーランド語: powiat będziński)）は、ポーランドのシロンスク県の南にある地方自治体。Zagłębie Dąbrowskieと呼ばれている地域の部分であり、1998年の地方行政区画再編の結果、1999年1月1日に誕生した。郡都で最大の町はベンジンであり、カトヴィツェの北東13kmの所に位置する。ベンジン郡には4つの町が存在する。
その町の1つ、スワフクフは2002年、マウォポルスカ県からシロンスク県に移されたとき、シロンスク県・ベンジン郡の飛び地になった。その町は、ドンブローヴァ・グルニチャやソスノヴィエツにより切り離された。
郡は368.02km2の面積がある。2006年の統計で、郡全体の人口が151,122人、中心地であるベンジンの人口は58,659人となっている。

## 近隣の郡
北部はムィシュクフ郡、北東部はザヴィエルチェ郡、東部はドンブローヴァ・グルニチャ市とオルクシュ郡、南部はソスノヴィエツ市、西部はシェミャノヴィツェ・シロンスキェ市とピェカルィ・シロンスキェ市、北西部はタルノフスキェ・グルィ郡に接している。

## 下位自治体
郡は8つの下位自治体に分割される。（4つの都市、1つの田園都市、3つの田舎）なお、人口順に並べてある。
| 名称                     | 種類     | 面積（km2） | 人口（2006年） | 位置（ベンジンから） | 中心地           |
| ------------------------ | -------- | ----------- | -------------- | -------------------- | ---------------- |
| ベンジン                 | 都市     | 37.1        | 58,659         | --                   |                  |
| チェラチ                 | 都市     | 16.6        | 34,173         | 西3km                | --               |
| グミナ・シェヴィエシュ   | 田園都市 | 115.8       | 12,277         | --                   | シェヴィエシュ   |
| グミナ・ボブロヴニキ     | 田舎     | 52.0        | 11,238         | --                   | ボブロヴニキ     |
| グミナ・プサルィ         | 田舎     | 46.0        | 11,219         | --                   | プサルィ         |
| ヴォイコヴィツェ         | 都市     | 12.8        | 9,434          | 北西7km              |                  |
| グミナ・ミェジェンチツェ | 田舎     | 51.3        | 7,289          | --                   | ミェジェンチツェ |
| スワフクフ               | 都市     | 36.6        | 6,833          | 北東18km             |                  |